# 7-Dorpenomloop van Aalburg
Il 7-Dorpenomloop van Aalburg è una corsa in linea di ciclismo su strada femminile che si tiene annualmente ad Aalburg, nei Paesi Bassi. È inserito nel calendario internazionale femminile UCI come gara di classe 1.2.

## Albo d'oro
Aggiornato all'edizione 2018..
| Anno | Vincitrice           | Seconda              | Terza                   |
| ---- | -------------------- | -------------------- | ----------------------- |
| 2007 | Marianne Vos         | Oenone Wood          | Jaccolien Wallaard      |
| 2008 | Loes Markerink       | Elise van Hage       | Marianne Vos            |
| 2009 | Marianne Vos         | Loes Markerink       | Noortje Tabak           |
| 2010 | Marianne Vos         | Iris Slappendel      | Lucy Martin             |
| 2011 | Marianne Vos         | Annemiek van Vleuten | Kirsten Wild            |
| 2012 | Annemiek van Vleuten | Shelley Olds         | Amanda Spratt           |
| 2013 | Marianne Vos         | Liesbeth De Vocht    | Emma Johansson          |
| 2014 | Marianne Vos         | Lucy Garner          | Emma Johansson          |
| 2015 | Chloe Hosking        | Marianne Vos         | Amy Pieters             |
| 2016 | Marianne Vos         | Lauren Kitchen       | Anouk Rijff             |
| 2017 | Marianne Vos         | Moniek Tenniglo      | Demi de Jong            |
| 2018 | Lorena Wiebes        | Jip van den Bos      | Marjolein van 't Geloof |